# Chicago (Prison Break)
Chicago este al  16-lea episod din sezonul al 2-lea al serialului de televiziune Prison Break.